# 祝其県 (江蘇省)
祝其県（しゅくき-けん）は中華人民共和国江蘇省にかつて存在した県。現在の連雲港市贛楡区南西部に相当する。
唐朝が成立すると621年（武徳4年）に設置された新楽県を前身とする。623年（武徳6年）に同地方に新楽県が設置されたことから、祝其県と改称された。625年（武徳8年）に廃止された。